# CSS Alabama
La CSS Alabama fu una nave a vapore della Marina degli Stati Confederati (sudisti). Fu al centro del caso giudiziario internazionale che porta il suo nome.

## Caratteristiche tecniche
La Alabama era lunga 67 m (220 ft).
L'armamento offensivo era dato da un cannone rigato da 110 libbre su affusto ruotante ed un altro ad anima liscia da 60 libbre, entrambi montati su perni girevoli rispettivamente avanti e dietro l'albero maestro, ed una batteria di 2 x 3 cannoni ad anima liscia da 32 libbre sulle fiancate.

## Impiego operativo
La nave condusse parecchie crociere al comando di Raphael Semmes come nave corsara affondando o catturando mercantili e navi di altro tipo dell'Unione (compresa la nave a ruote USS Hatteras) per un totale di 65 navi; dopo sette crociere venne infine affondata.

## Affondamento
Nel 1864 la CSS Alabama era ancorata ne porto francese di Cherbourg poiché necessitava di numerose riparazioni in seguito alle varie operazioni portate a termine nei mesi precedenti. Poche ore dopo il proprio arrivo fece scalo nello stesso porto la nave federale USS Kearsarge, la quale aveva ricevuto il preciso compito di affondare la CSS Alabama in seguito ai danni causati alla flotta statunitense. Trovandosi le due navi in un porto neutrale, esse non poterono ingaggiare battaglia. Poiché la tensione della situazione di stallo rischiava di degenerare, il comandante Raphael Semmes decise di far prendere il largo alla propria imbarcazione, nonostante fosse pienamente consapevole di non essere in grado di tenere battaglia, date le condizioni precarie in cui versava la sua nave. La nave federale non poté far altro che seguirla, accompagnata da due pirofregate francesi e da diverse imbarcazioni civili incuriosite. una volta giunte in acque internazionali cominciò lo scontro: il capitano della USS Kearsarge fece porre a protezione del proprio scafo delle catene che resero pressoché inefficaci le bordate della CSS Alabama, la quale colò a picco facilmente. L'equipaggio venne tratto in salvo dalle imbarcazioni che si erano radunate. L'ammiraglio Semmes affondò invece con la propria nave ma prima di essere travolto dalle onde gettò la propria sciabola in mare per evitare che cadesse in mani nemiche. Nonostante tutto sopravvisse al naufragio.